# 금성청년출판사
금성청년출판사(金星靑年出版社)는 1946년 4월 20일에 창립된 조선민주주의인민공화국의 출판사이다. 본사는 평천구역에 있으며, 금성이라는 앞에 있는 명칭은 김일성 국가주석의 이름에서 따왔다.

## 개요
처음에는 「평양아동문화사」라는 이름으로 시작했다. 그 후에 「조선사로청출판사」, 「청년전위신문사」, 「민청출판사」로 여러 가지 이름을 바꾸며 사용하였다.
1975년 8월 15일부터, 금성청년출판사로 이름을 고쳤다. 이 출판사에서는 소학교와 중학교를 다니고 있는 청소년들을 위주로 도서를 발간한다. 실례로 고등교육도서출판사와 김일성종합대학출판사가 창립하지 않았을 때, 대학교와 소학교, 어린이가 쓰는 교과서는 모두 이 출판사에서 출판하였다.
여기서 편집하여 나오는 대표적인 출판물과 매스커뮤니케이션으로는 청년동맹의 기관지, 〈청년전위〉(신문)와 청년동맹의 기관지〈대학생〉(잡지),  대외홍보용으로 발행되는 〈조선청년학생〉이 있다.

## 주요 출판물
- 청년전위
- 대학생
- 조선청년학생
- 소년신문
- 아동백과사전